# ウラディーミル・ヴァヴィロフ
ヴラディーミル・フョードロヴィチ・ヴァヴィロフ（ロシア語: Влади́мир Фёдорович Вави́лов, ラテン文字転写: Vladimir Fiodorovich Vavilov, 1925年5月5日 – 1973年11月3日）は、ロシアのギタリスト・リュート奏者・作曲家。ソ連における古楽復興の立役者である。

## 経歴・人物
サンクトペテルブルク音楽院においてイサコフにギターを、アドモニに作曲を師事。演奏家としてだけでなく、国立楽譜出版社の校訂者や、とりわけ注目すべきことに、作曲家としても活躍した。ヴァヴィロフは、自作をきまって昔の作曲家、たいていはルネサンス音楽やバロック音楽の作曲家のものとした。ただし、時々それ以後の作曲家になることもあった。フェティスやクライスラー、ポンセ、カサドシュ兄弟ら、過去に煙幕を張った他の作曲家の前例に同じく、ヴァヴィロフも、名目上の「作曲者」のしかるべき作曲様式にはまるで無頓着であった。ヴァヴィロフの作品は非常に広く出回ったため、新たに旋律に歌詞を付けてまるで真の民謡の域に達したものさえある。
とりわけ有名な偽作に以下の例がある。
- 「フランチェスコ・ダ・ミラノ作」の《カンツォーナ》（または《黄金の都市》とも）
- 「アンドレイ・シクラ(en:Andrei Sychra)作」の《マズルカ》
- 「ミハイル・ヴイソツキー作」の《悲歌》
- 「ニッコロ・ニグリーノ作」の《リチェルカール》
- 「バラキレフ作」の《即興曲 "Impromptu" 》（ヴァヴィロフの偽作の中ではかつて最も有名だった）
- 《カッチーニのアヴェ・マリア》ヴァヴィロフ自身は作者不詳としていたが、いつの間にかジュリオ・カッチーニ作として定着した。イネッサ・ガランテの国際的なデビュー・アルバムに収録されてこの作品も注目されるようになり、しばしばアンドレア・ボチェッリやシャーロット・チャーチらによっても歌われた。

ヴァヴィロフは窮乏の末に膵臓癌によって亡くなった。それから数ヵ月後に《黄金の都市のカンツォーナ》が発表されると、一夜にしてヒット作となった。